# Centennial Olympic Stadium
Centennial Olympic Stadium – główny stadion Letnich Igrzysk Olimpijski 1996 w Atlancie. Budowa stadionu rozpoczęła się w 1993 roku. Kompletny i gotowy do ceremonii otwarcia w lipcu 1996 roku, rozgrywano na nim konkurencje lekkoatletyczne oraz odbyła się ceremonia zamknięcia. Po igrzyskach olimpijskich i paraolimpijskich, został przebudowany na stadion baseballowy i nazwany Turner Field.
Podczas tygodniowego programu atletycznego, stadion był świadkiem jak Kanadyjczyk Donovan Bailey wygrał bieg na 100 m ustanawiając przy okazji rekord świata (9,84 s); również Amerykanin Michael Johnson wygrywając na 200 m pobił rekord świata. Natomiast rodak Johnsona Carl Lewis wygrał swój czwarty z rzędu tytuł mistrza olimpijskiego w skoku w dal, stając się drugą osobą, po Alu Oerterze, która cztery razy z rzędu zdobyła złoto olimpijskie.
Po ceremonii zamknięcia Igrzysk Paraolimpijskich w 1996 r., stadion został oficjalnie wynajęty przez Atlanta Braves. Podmioty prywatne, w tym NBC i inni sponsorzy igrzysk, zgodzili się zapłacić dużą sumę kosztów budowy Centennial Olympic Stadium (około 207 milionów dolarów). Komitet olimpijski starał się zbudować stadion w taki sposób, by można było przebudować go na nowy stadion baseballowy. Uznano to za dobre rozwiązanie zarówno dla Komitetu Olimpijskiego jak i Braves, gdyż stadion byłby nieużywany, a Atlanta Braves chciała zastąpić swój stary stadion Atlanta–Fulton County Stadium nowym. Atlanta Braves wynajęła stadion do 2016 roku.
W południowo-zachodnim narożniku Stadion Olimpijski został zbudowany tak, aby pomieścić pole wewnętrzne boiska (infield) oraz siedzenia. Można to łatwo zobaczyć w zdjęciach i diagramach konfiguracji stadionu Olimpijskiego, gdzie miejsca nie są umieszczone obok owalnego toru bieżni. Na południowym zachodzie część stadionu miała cztery kondygnacje siedzeń, miejsca dla VIP-ów, elewację od strony ulicy, i dach, a na północy połowa stadionu miała z kolei zastosowaną prostszą dwupoziomową konfiguracją miejsc. Podczas przebudowy, bieżnia lekkoatletyczna została usunięta. Połowa północnej części stadionu została zburzona, zmniejszając liczbę miejsc do 49 000.
Przebudowa zakończyła się w 1997 r., a obiekt został przemianowany na Turner Field.